# Chrzanów
Chrzanów [hšanuf] je mesto na jugu Poljske, Malopoljsko vojvodstvo. Leži ob reki Chechło. 
Leta 2008 je mestno prebivalstvo štelo 39.356 ljudi. Mestna površina obsega 38,31 km². Župan je Ryszard Kosowski.

## Pobratena mesta
Chrzanów ima podpisane sporazume z naslednjimi mesti:
- Harnes,  Francija
- Nyékládháza,  Madžarska
- Stanisławów,  Ukrajina